# Komiłowo
Komiłowo (kaszb. Kamilowò, niem. Kamillowe) – wieś w Polsce położona w województwie pomorskim, w powiecie słupskim, w gminie Kobylnica.
W latach 1975–1998 miejscowość administracyjnie należała do województwa słupskiego.

## Nazwa
Nazwa miejscowości, założonej w 1821, ma charakter dzierżawczy i powstała na gruncie niemieckim przez dodanie do imienia Kamill słowiańskiego formantu -owo. Polska nazwa Komiłowo w miejsce oczekiwanej *Kamilowo jest wynikiem błędnej resubstytucji nazwy niemieckiej. W latach 1937–1945 miejscowość nosiła nazwę Keudellshof – jest to tzw. chrzest nazewniczy o charakterze pamiątkowym, złożony z dwóch członów: nazwy osobowej Keudell (upamiętnienie rodu szlacheckiego von Keudell) i nazwy pospolitej Hof „zagroda, folwark”.
Rada Języka Kaszubskiego proponuje opartą na polskiej kaszubską formę nazwy Kòmiłowò.